# غونزالو كارو
غونزالو كارو (بالإسبانية: Gonzalo Matias Carou) مواليد 15 أغسطس 1979 في بوينس آيرس، هو لاعب كرة يد أرجنتيني يلعب كمحور. يلعب حاليا مع أديمار ليون ويحمل الرقم 7. مثل منتخب الأرجنتين لكرة اليد. شارك في دورة الألعاب الأولمبية الصيفية سنة 2012. حقق المركز الأول في دورة الألعاب الأمريكية 2011.

## سجل المنافسة
شارك في البطولات التالية:
- بطولة العالم لكرة اليد للرجال 2015
- الألعاب الأولمبية الصيفية 2012
- الألعاب الأولمبية الصيفية 2016

## الميداليات
| الميدالية | المسابقة                    |
| --------- | --------------------------- |
| ذهبية     | دورة الألعاب الأمريكية 2011 |
| فضية      | دورة الألعاب الأمريكية 2007 |
| فضية      | دورة الألعاب الأمريكية 2015 |

## روابط خارجية
- غونزالو كارو على موقع الاتحاد الأوروبي لكرة اليد (الإنجليزية)
- غونزالو كارو على موقع أوليمبيديا (الإنجليزية)
- غونزالو كارو على موقع اللجنة الأولمبية الأرجنتينية (الإسبانية)